# یابوونکی
یابوونکی (به لاتین: Jabłonki) یک روستا در لهستان است که در گمینا بالیگرود واقع شده‌است. یابوونکی ۱۱۰ نفر جمعیت دارد.